# Đorđe Jovanović
Pour les articles homonymes, voir Jovanović.
Đorđe Jovanović (en serbe cyrillique : Ђорђе Јовановић), né le 21 janvier 1861 à Novi Sad et mort le 23 mars 1953 à Belgrade, est un sculpteur serbe.

## Biographie
Đorđe Jovanović est né le 21 janvier 1861 à Novi Sad où il vécut ses trois premières années. Puis ses parents s'installèrent à Požarevac ; il effectua ensuite ses études secondaires à Kragujevac, où il obtint son baccalauréat en 1882.
Après ses études secondaires, Đorđe Jovanović suivit les cours de la Velika škola (« Haute école ») à Belgrade ; à l'école technique, il étudia l'architecture pendant un an. En 1884, il se rendit à Vienne où il suivit les cours de l'Académie des beaux-arts. L'année suivante, il s'installa à Munich, où il suivit les cours du professeur Max von Widnmann à l'Académie des beaux-arts. Il quitta Munich pour Paris en 1887, où il suivit l'enseignement d'Henri Chapu et de Jean-Antoine Injalbert à l'École des beaux-arts ; il en sortit diplômé en 1890.
Đorđe Jovanović rentra en Serbie en 1891, où il devint professeur au Premier lycée de Belgrade. En 1892, il retourna en France, où il resta jusqu'en 1903, puis revint à Belgrade, où il assura les fonctions de professeur puis de directeur de l'école des arts et métiers (Umetničko-zanatska škola), de 1905 à 1919. Après la guerre et jusqu'à sa retraite en 1926, il enseigna au Quatrième lycée de Belgrade et fut inspecteur pour le ministère de la Construction.
Il était membre de l'Académie serbe des sciences et des arts.
Le 26 septembre 1889, Jovanović épousa Victoria Scheitler. Ils eurent deux enfants : Mirko (1892–1915, élève architecte à l'école des beaux-arts de Paris, engagé volontaire dans la légion étrangère - tombé au champ d'honneur pour la France) et Branko (1895–1939, géologue français qui vécut au Maroc). Après le décès d’Emma Victoria en 1928, Jovanović épousa Marguerite Robert (1879–1965).

## Carrière artistique et œuvres
Đorđe Jovanović est l'un des fondateurs de la société de peinture Lada, dont il fut membre à partir de 1910. Il fut également membre de la société d'art Medulić et, après la guerre, fut de nouveau membre de la société Lada, jusqu'en 1932. Il fut également un des fondateurs de l'association des artistes (Udruženje likovnih umetnika) de Belgrade.
Jovanović a expose pour la première fois au Salon de Paris en 1889, où il obtient la médaille de bronze à l'Exposition universelle, puis obtient la médaille d'or à l'Exposition universelle de 1900 pour son œuvre Le couronnement du tsar Dusan, qui maintenant au Musée de Belgrade. Sa première exposition individuelle a lieu à Novi Sad en 1905, puis il expose plusieurs fois à Belgrade.
Đorđe Jovanović fait partie de la première génération de sculpteurs serbes à jouer un rôle de pionnier dans son domaine. Il a créé un grand nombre de bustes et de sculptures, ainsi que des médailles et des plaques.
Il est notamment l'auteur du Monument à Josif Pančić, réalisé en 1897 et installé dans le parc universitaire (Univerzitetski park) de Belgrade. Son Monument au prince Miloš est inauguré en 1898 à Požarevac, le Monument des Héros du Kosovo à Kruševac (Spomenik Kosovskim junacima) en 1910 à Kruševac, Crnogorac na straži en 1903, le Monument à Branko Radičević en 1899 à Sremski Karlovci, le Monument à Živojin Mišić en 1921 et le Monument à Stepa Stepanović en 1930.
Il sculpte aussi le Monument à Vuk Karadžić à Belgrade — qui donne son nom à tout un quartier de la ville —, la décoration des façades et de l'intérieur du Banski dvor à Banja Luka et il crée des sculptures pour le bâtiment du ministère des Finances du royaume de Yougoslavie, édifice qui abrite aujourd'hui le Gouvernement de la Serbie.

### Galerie

Œuvres de Đorđe Jovanović
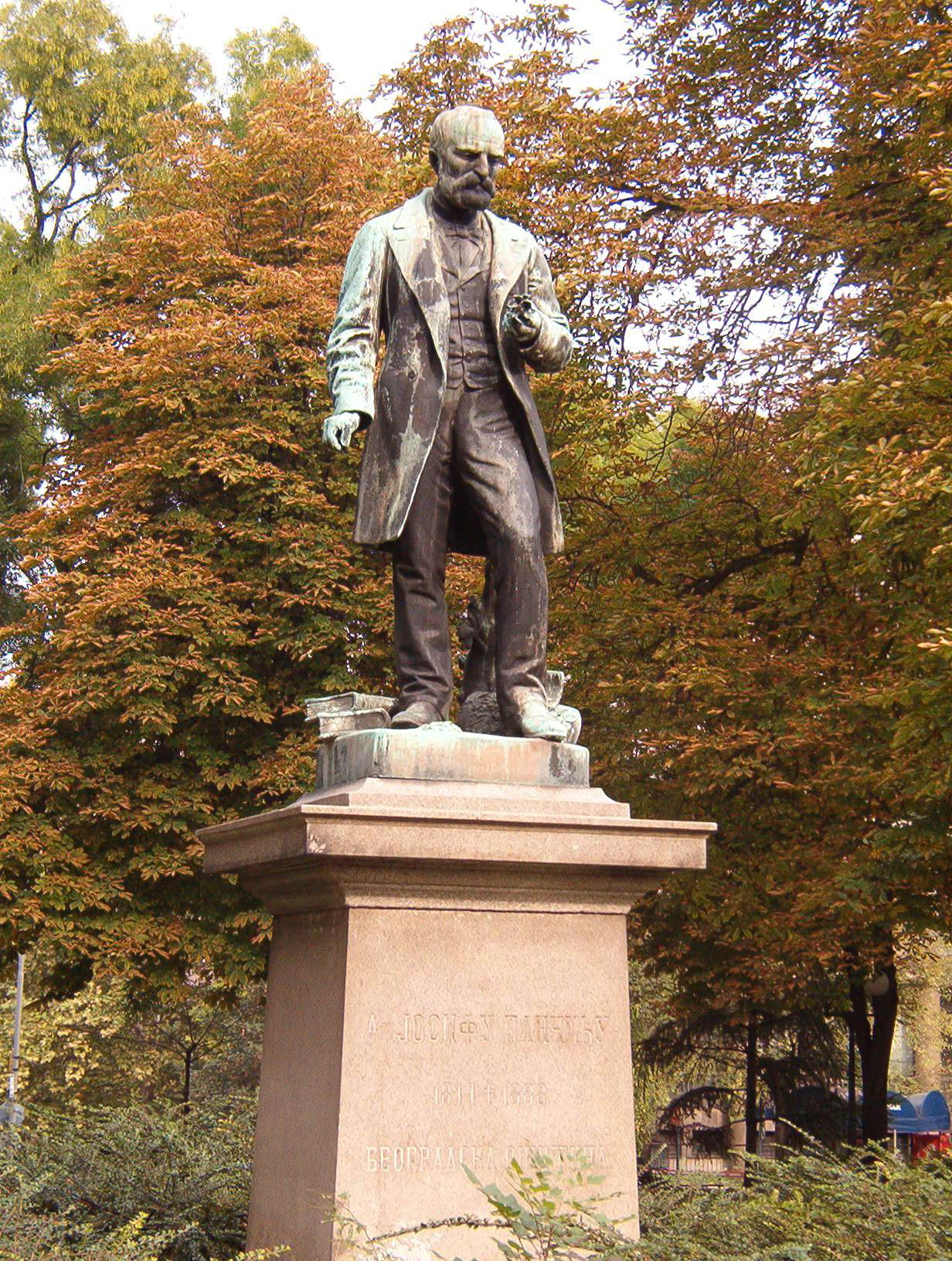
Monument à Josif Pančić (1897), Belgrade.
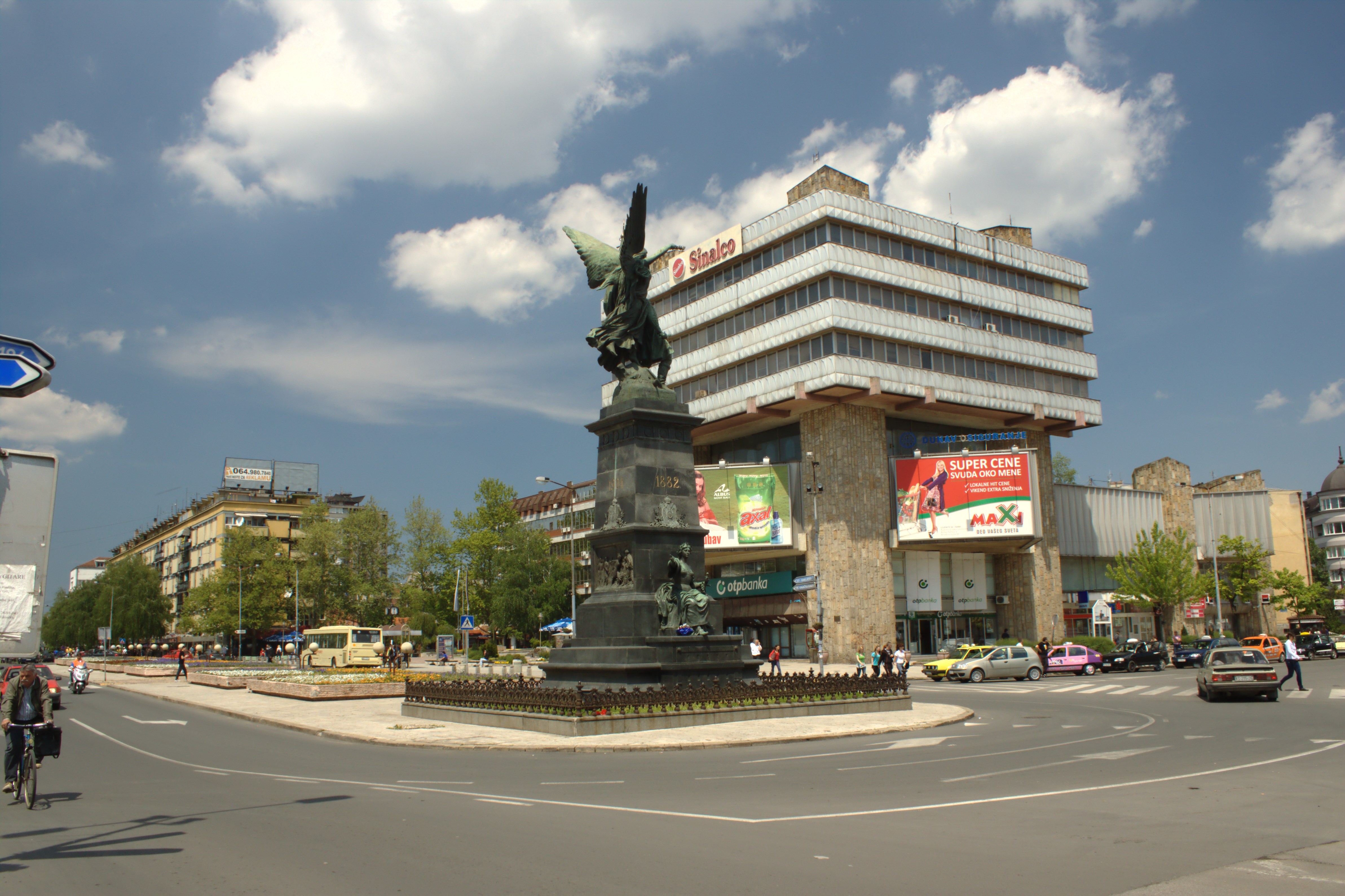
Monument des Héros du Kosovo, Kruševac.
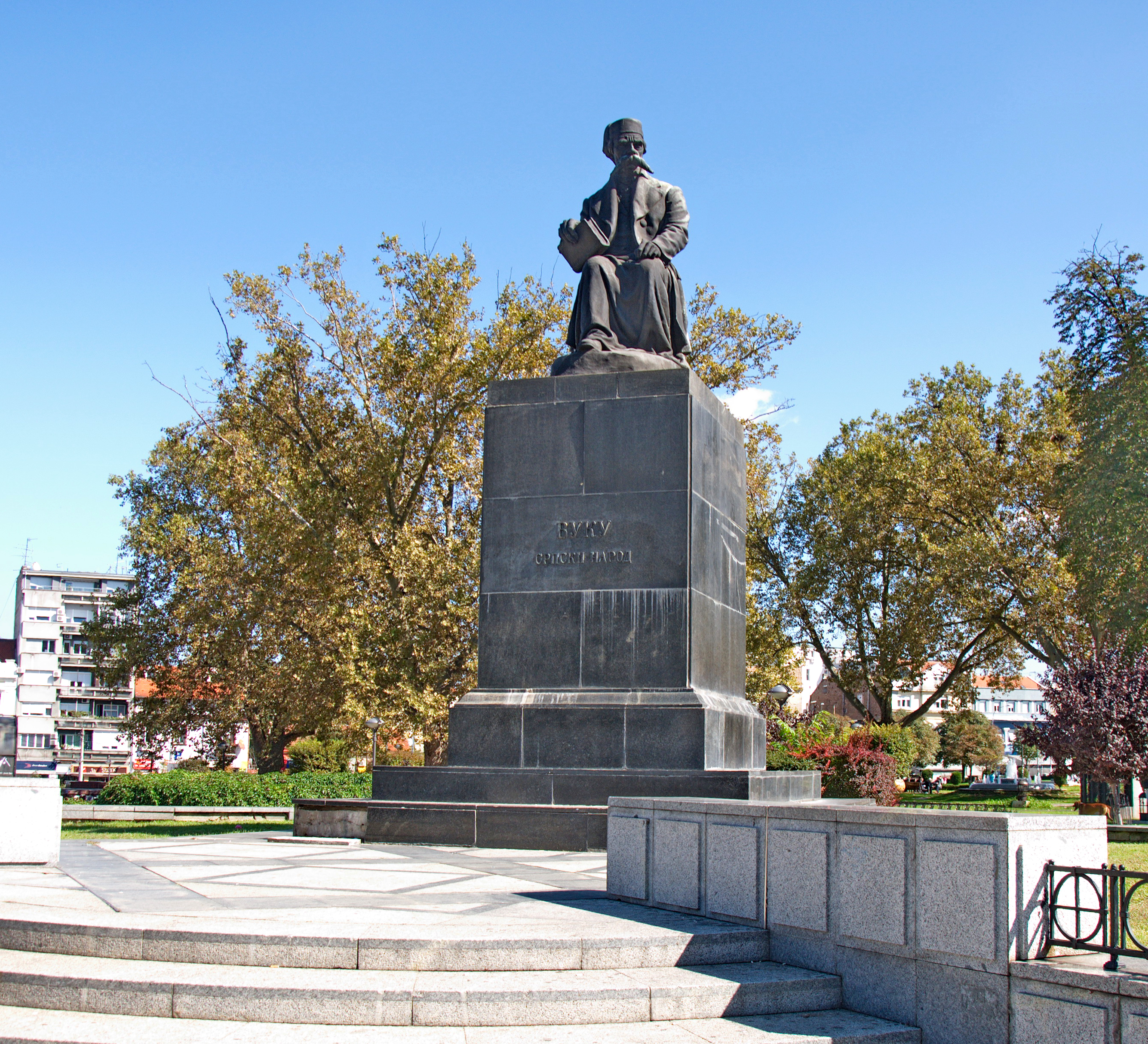
Monument à Vuk Karadžić, Belgrade.
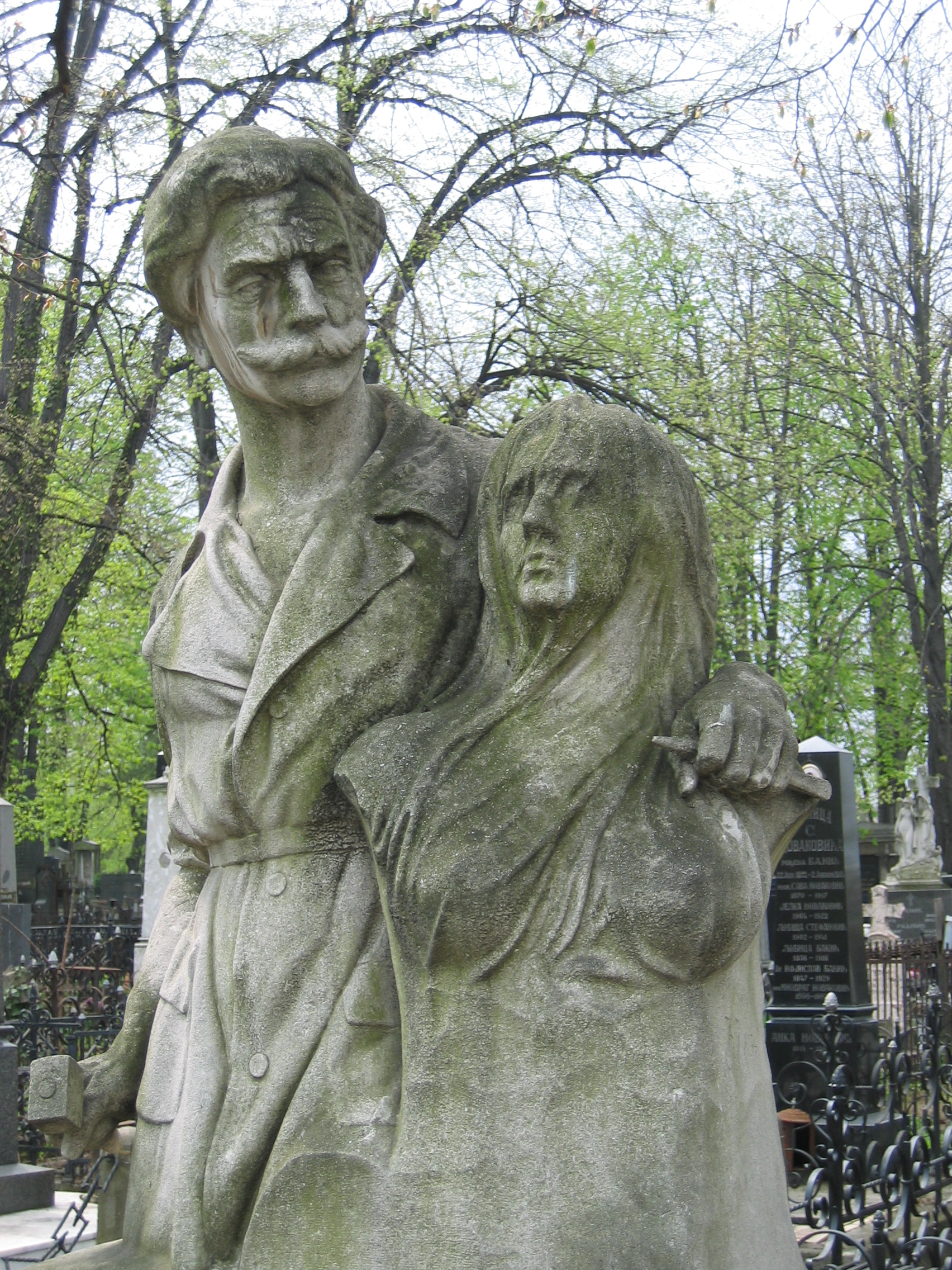
Autoportrait de Đorđe Jovanović (à gauche), sur sa tombe.